# Nienor

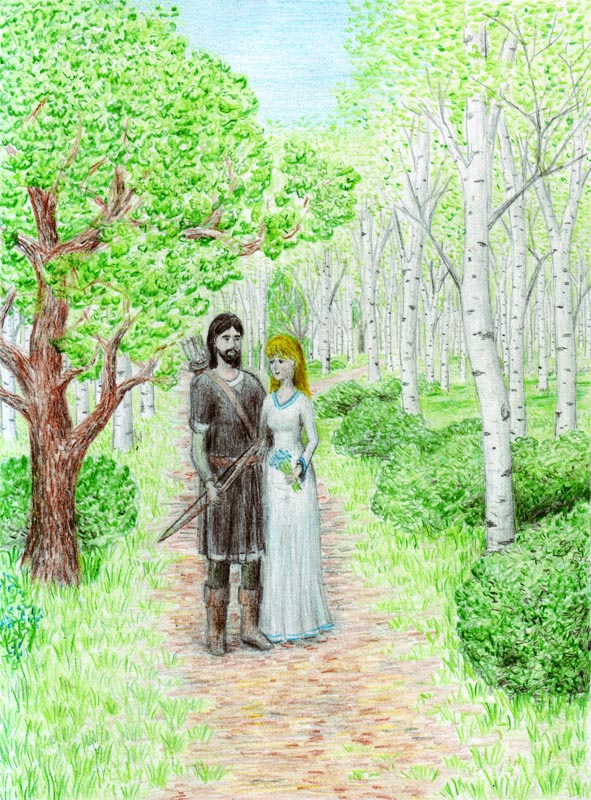
Túrin en Nienor in Brethil

Nienor is een personage in de wereld van J.R.R. Tolkien. Zij is de jongste dochter en tevens het laatste kind van Húrin van het huis van Hador. Nienor speelt een belangrijke rol in het verhaal De Kinderen van Húrin, waarin zij de jongste zus is van Túrin Turambar.
Nienor wordt geboren in het land Dor-lómin in het noorden van Beleriand in Midden-Aarde, vlak nadat haar broer Túrin is vertrokken richting Doriath. Haar naam betekent Rouw, omdat haar moeder Morwen rouwt om het verlies van haar eerste dochter Urwen en haar man Húrin, die vervloekt is door Morgoth. De vloek hield in dat iedereen uit Húrins familie vervloekt zou zijn tot het einde van hun leven, terwijl Húrin hulpeloos toe moest kijken.
Jaren na het vertrek van Túrin uit Dor-lómin vertrekken Morwen en Nienor richting Doriath, om Túrin te zoeken. Echter daar aangekomen vernemen ze van koning Thingol en zijn vrouw koningin Melian dat Túrin vertrokken is uit hun rijk. De twee krijgen onderdak aangeboden en worden behandeld als eervolle gasten, maar hun harten blijven verlangen naar het weerzien van Túrin. Op een dag houdt Morwen het niet meer en ze vraagt Thingol verlof om Doriath te verlaten, om haar zoon te zoeken. Thingol weerhoudt haar niet, maar stuurt wel een lijfwacht onder leiding van Mablung achter haar aan om haar te beschermen, mocht zij dat willen. Nienor gaat vermomd als lijfwacht mee. Even buiten Doriath wordt zij ontdekt, maar zij is vastberaden haar broer te vinden, dus ze voegt zich bij het gezelschap.
Zij bereiken de Amon Ethir, een heuvel een mijl voor de poorten van het verwoeste rijk Nargothrond. De bedoeling was om de zalen van Finrod te doorzoeken op tekenen van Túrin, maar zij worden belaagd door de Draak Glaurung, die de grotten bewaakt. Het gezelschap wordt uiteen gedreven. Velen worden gedood, maar Morwen vlucht weg om niet meer terug te keren. Nienor weet de Amon Ethir weer te bereiken, waar zij wordt opgewacht door Glaurung. Hij legt haar een betovering op waardoor zij alles vergeet, zelfs haar eigen naam.
Mablung vindt haar later terug en leidt haar richting Doriath. Echter onderweg vallen zij in een Ork-hinderlaag en Nienor rent doodsbang het bos in. Mablung en zijn overgebleven wachters doden de Orks, maar kunnen Nienor niet terugvinden. Zij echter rent richting het noorden, naar het woud Brethil, waar zij naakt op de Haudh-en-Elleth in slaap valt. Túrin, ondertussen bekend als Turambar, treft haar daar aan en neemt haar mee om haar te verzorgen. Hij noemt haar Níniel, hetgeen Tranenmaagd betekent. De twee worden verliefd op elkaar, niet wetende dat zij broer en zus zijn. Jaren later trouwen ze en Níniel raakt zwanger van Túrin.
Als Glaurung op weg is Brethil aan te vallen, gaat Túrin hem tegemoet om hem te doden. Door een list slaagt hij hierin, maar hij raakt ook zelf ernstig gewond. Níniel vindt hem en verzorgt hem. Dan zegt Glaurung zijn laatste woorden, waarin hij haar onthult dat Turambar eigenlijk Túrin is, haar broer. Overmand door verdriet en schaamte stort Níniel zich in de rivier Teiglin, bij Cabed-en-Aras. Als even later Túrin van Mablung te horen krijgt dat hij met zijn zus is getrouwd, spoedt hij zich naar de plek waar zij zichzelf op de rotsen heeft gestort en pleegt zelfmoord. Uiteindelijk is Morgoths vloek vervuld.